# Corocoro (île)
Pour les articles homonymes, voir Corocoro.
Corocoro (isla Corocoro, en espagnol, littéralement « île Corocoro ») est une île côtière du delta du río Barima partagée entre le Venezuela et le Guyana. De forme oblongue et orientée globalement selon la direction ouest-est, elle est bordée au sud par le río Barima, à l'est par son défluent, le passage Mora, et au nord par l'océan Atlantique. La quasi-totalité de l'île est sous contrôle du Venezuela tandis que le Guyana, dont une partie est réclamée elle-même par ce voisin sous le nom de Guayana Esequiba, administre l'extrémité sud-est et une partie de la côte océanique. 